# Záhoří a Kozinec
Záhoří a Kozinec je skupina samot, část města Sedlec-Prčice v okrese Příbram ve Středočeském kraji. Nacházejí se tři kilometry jižně od Sedlce. Je zde evidováno 10 adres. V roce 2011 zde trvale žili čtyři obyvatelé.
Záhoří a Kozinec leží v katastrálním území Jetřichovice o výměře 4,4 km².

## Historie
První písemná zmínka o vesnici pochází z roku 1389.

## Obyvatelstvo
| Rok            | 1869 | 1880 | 1890 | 1900 | 1910 | 1921 | 1930 | 1950 | 1961 | 1970 | 1980 | 1991 | 2001 | 2011 | 2021 |
| -------------- | ---- | ---- | ---- | ---- | ---- | ---- | ---- | ---- | ---- | ---- | ---- | ---- | ---- | ---- | ---- |
| Počet obyvatel | 42   | 26   | 43   | 32   | 36   | 30   | 28   | 21   | 21   | 21   | 13   | 9    | 10   | 4    | 8    |
| Počet domů     | 4    | 4    | 5    | 5    | 5    | 5    | 5    | 5    | 5    | 5    | 4    | 5    | 6    | 8    | 8    |

## Obecní správa
Při sčítání lidu v letech 1850–1979 Záhoří a Kozinec byl osadou obce Jetřichvcice, se kterým patřil nejprve do okresu Sedlčany, ale od roku 1960 v okrese Benešov. Od 1. ledna 1980 do 23. listopadu 1990 byl částí města Sedlec-Prčice v okrese Benešov. Od 24. listopadu 1990 do 31. prosince 1992 byl znovu částí obce Jetřichovice v okrese Benešov. Od 1. ledna 1993 je opět částí města Sedlec-Prčice v okrese Benešov. Od 1. ledna 2007 vesnice přešla spolu s městem Sedlec-Prčice z okresu Benešov do okresu Příbram.

## Další fotografie

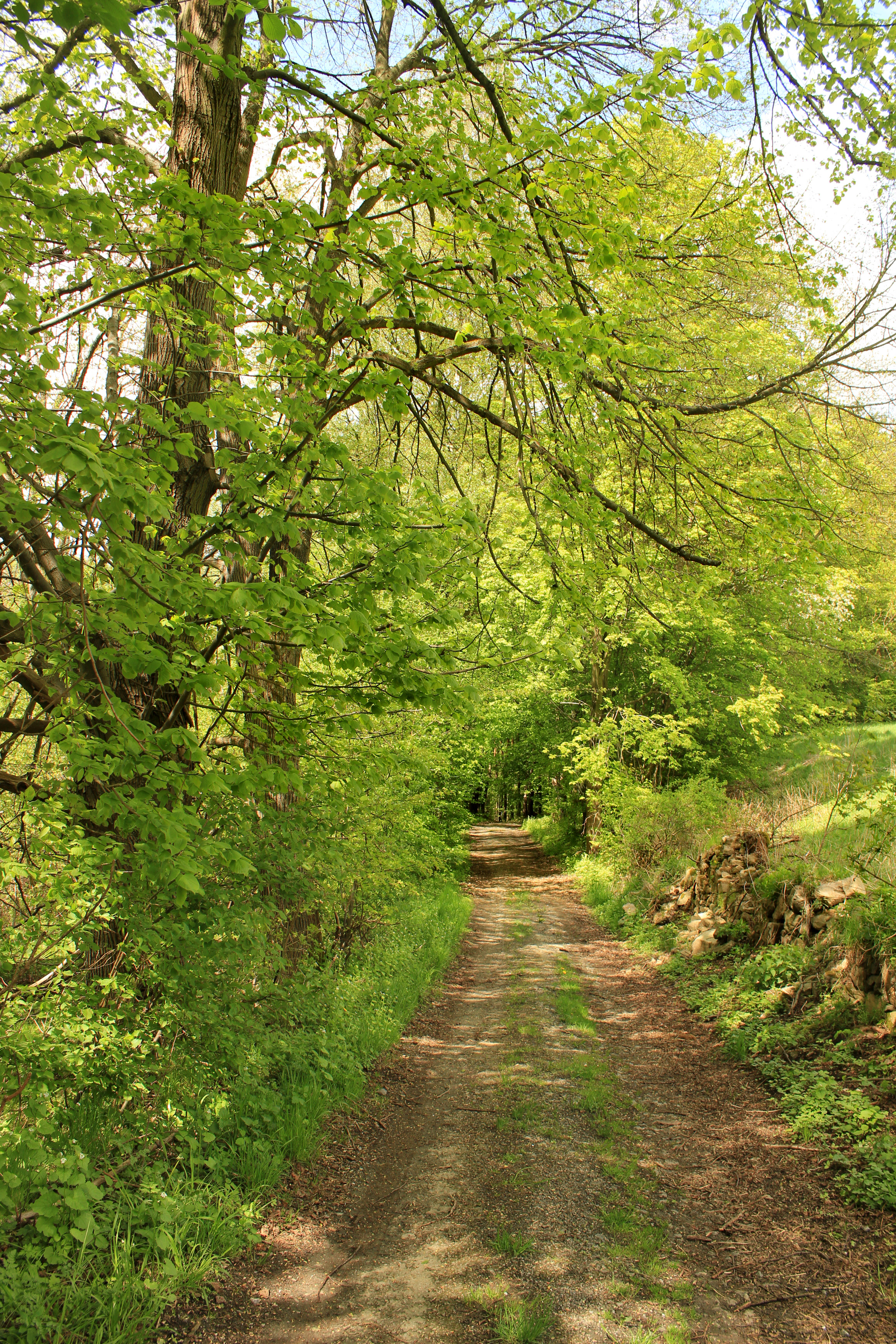
Cesta od Kozince
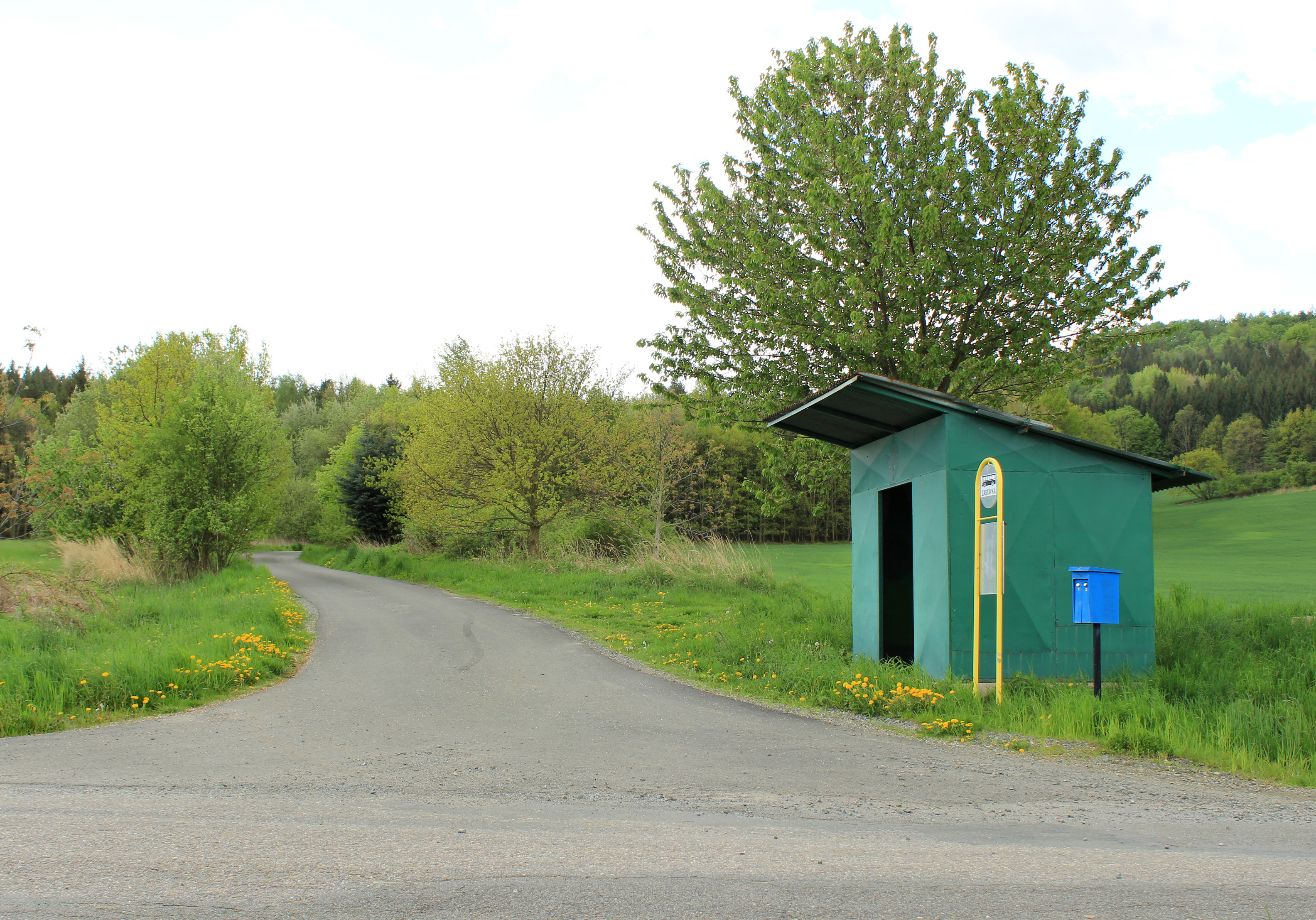
Silnice k Záhoří
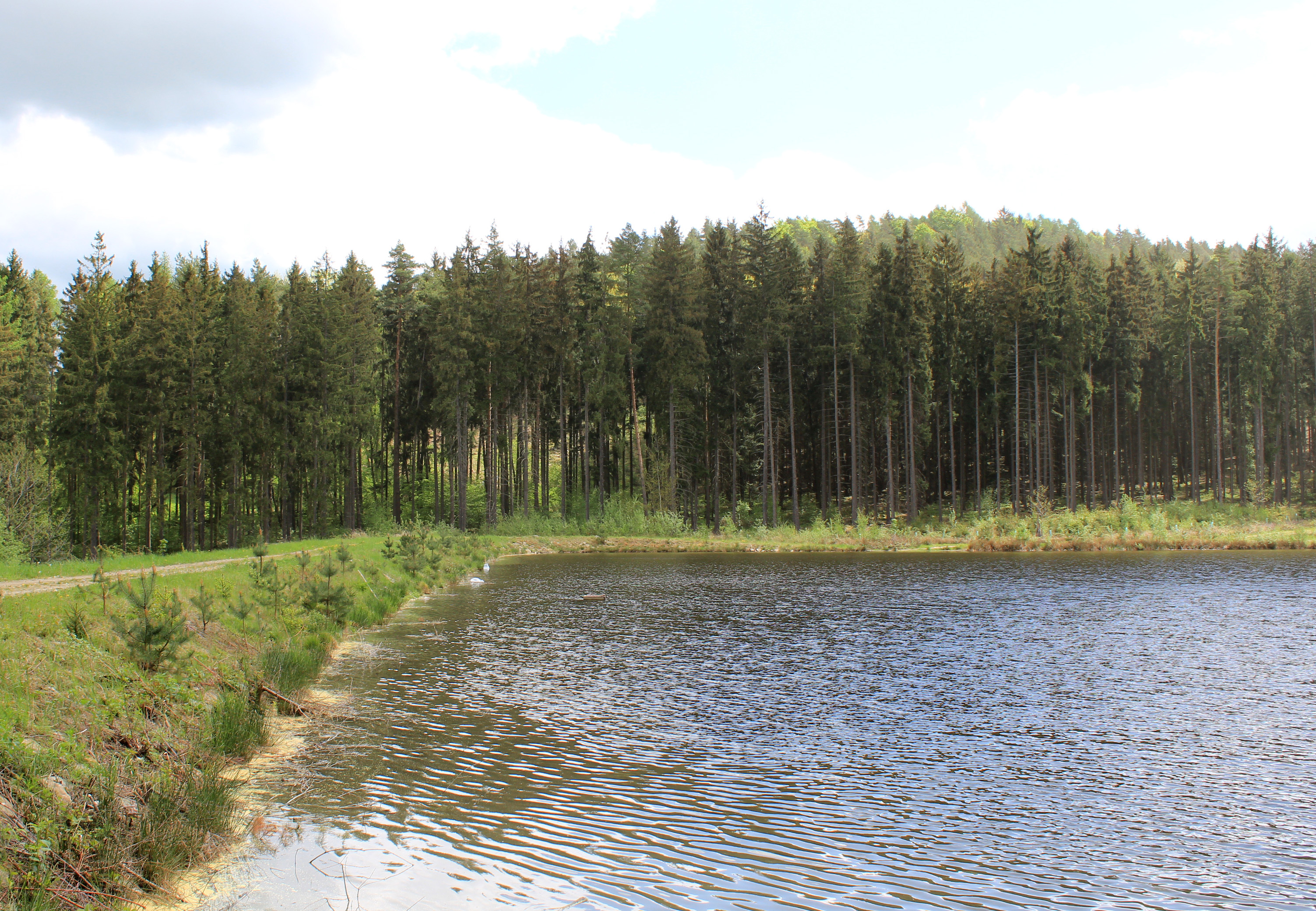
Rybník Musík u Kozince